# Em Maré
Em Maré (em galego: En Marea, EM) foi um partido político galego, que nasceu como uma coligação galega de esquerda que se apresentou às eleições espanholas de 2015 e às eleições regionais galegas em 2016. 
A candidatura queria imitar as chamadas candidaturas unitárias das eleições municipais de 2015 na Galiza.

## História
Nascida da união entre nacionalistas galegos e esquerda espanhola não nacionalista na Galiza passaram por diante do Bloco e PSOE galego em votos, sendo a segunda força mais votada na Galiza depois do hegemónico PPdeG (Partido Popular da Galiza)
Em 2015 obteve 6 deputados nas eleições espanholas ao Congresso dos Deputados, superando o PSOE da Galiza convertendo-se na segunda força com mais representantes da Galiza no parlamento da Espanha (a primeira o PPdG). Obteve também dois senadores para a Câmara Alta (Senado espanhol).
Em 2016 nas eleições regionais da Galiza obteve 14 deputados com 273.523 votantes passando por diante do PSOE da Galiza e convertendo-se no principal partido da oposição.
No final de 2018, uma grave crise irrompeu no partido devido à eleição de uma nova liderança, resultando no fim da aliança entre Em Maré e o Podemos, Anova e a Esquerda Unida, com estes três últimos partidos a descreverem a aliança como um projeto político falido. Luís Villares viria a ser eleito líder do partido, com acusações de fraude eleitoral a ter ocorrido no processo eleitoral.
Em 26 de setembro de 2020, em plenário extraordinário, o En Marea concordou com sua dissolução, por considerar "encerrada" sua etapa ao assumir o "esgotamento" da candidatura após o resultado das eleições ao Parlamento da Galiza, realizadas em 12 de julho de 2020, nas quais obtiveram parcos 0,22% de os votos.

## Resultados eleitorais

### Eleições legislativas

#### Resultados referentes à Galiza
| Data | CI. | Votos   | %            | +/- | Deputados | +/- | Status   |
| ---- | --- | ------- | ------------ | --- | --------- | --- | -------- |
| 2015 | 2.º | 410 698 | 25,0 / 100,0 |     | 6 / 23    |     | Oposição |
| 2016 | 3.º | 347 542 | 22,2 / 100,0 | 2,8 | 5 / 23    | 1   | Oposição |
| 2019 |     |         |              |     |           |     |          |

### Eleições regionais
| Data | CI. | Votos   | %            | Deputados | Status   |
| ---- | --- | ------- | ------------ | --------- | -------- |
| 2016 | 2.º | 273 523 | 19,1 / 100,0 | 14 / 75   | Oposição |